# کاواک (آرهاوی)
کاواک (به ترکی استانبولی: Kavak) یک منطقهٔ مسکونی در ترکیه است که در آرهاوی واقع شده‌است. کاواک ۵۴۳ نفر جمعیت دارد.